# Запорізьке (зупинний пункт)
Запорізьке — пасажирський залізничний зупинний пункт Запорізької дирекції Придніпровської залізниці на електрифікованій лінії Синельникове I — Запоріжжя I між станціями Івківка (4 км) та Славгород-Південний (9 км). Розташований в селі Запорізьке Синельниківського району Дніпропетровської області. Поруч із зупинним пунктом пролягає автошлях територіального значення Т 0445.

## Історія
13 липня 2023 року зупинний пункт Платформа 1045 км перейменований в Запорізьке. Назва зупинного пункту походить від однойменного села.

## Пасажирське сполучення
На зупинному пункті Платформа Запорізьке зупиняються приміські електропоїзди напрямку Запоріжжя — Синельникове I / Дніпро-Головний.